# Comté de Tazewell (Illinois)
Pour les articles homonymes, voir Comté de Tazewell.
Le comté de Tazewell est un comté situé dans l'État de l'Illinois, aux États-Unis. En 2020, sa population est de 131 343 habitants. Son siège est Pekin.